# Swim (мініальбом SWMRS)
Swim — четвертий мініальбом америконського рок гурту Emily's Army, виданий 22 липня 2014, на лейблах Burger Records та Rise Records. Це перший альбом гурту на Burger Records та останній на Rise Records. Продюсером альбому став батько ударника гурту Джоуві Армстронга, Біллі Джо Армстронг. Це останній реліз гурту під назвою «Emily's Army» після зміни назви гурту на «Swimmers» у кінці 2014, та згодом на «Swmrs» у кінці 2015 Також це останній запис для гітарист Travis Neumann та останній де Макс грає на бас-гітарі перед тим як перейти на гітару.

## Список композицій
| #     | Назва                 | Тривалість |
| ----- | --------------------- | ---------- |
| 1.    | «Aliens Landing»      | 2:36       |
| 2.    | «High Waisted Shorts» | 1:58       |
| 3.    | «Ammonia And Bleach»  | 3:13       |
| 4.    | «You Bit Me»          | 2:44       |
| 10:26 |                       |            |

## Учасники запису
Emily's Army
- Коул Беккер – вокал,  ритм-гітара
- Макс Беккер –  вокал, бас-гітара
- Джоуві Армстронг – ударні, перкусія, бек-вокал
- Тревіс Ньюмен  – ведуча гітара, бек-вокал

Студійні записи
- Біллі Джо Армстронг - продюсер
- Chris Dugan - інженеринг
- Chris Mathers – інженеринг
- Matthew Voelker – інженеринг
- Mike Wells – мастерінг
- Natalie Nesser – фото